# William P. Cutler

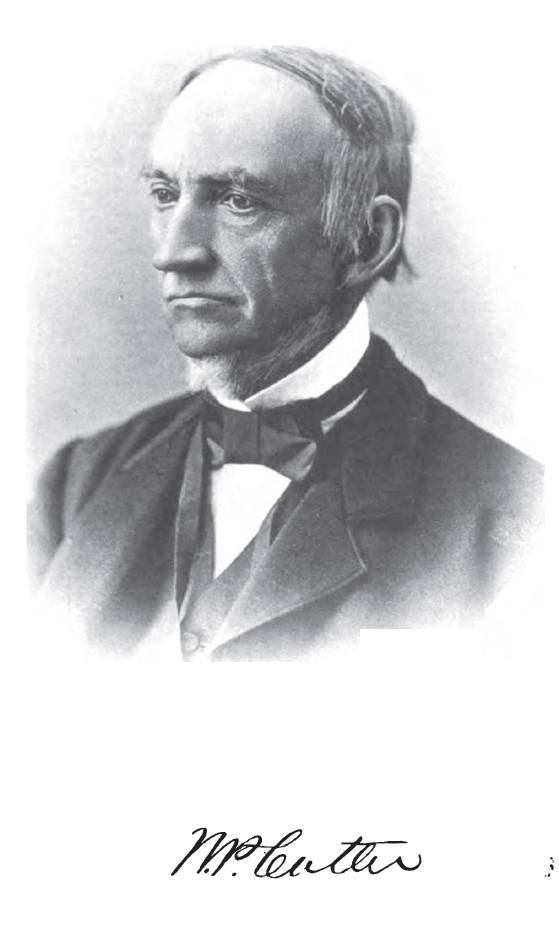
William P. Cutler

William Parker Cutler (* 12. Juli 1812 bei Warren, Ohio; † 11. April 1889 in Marietta, Ohio) war ein US-amerikanischer Politiker.

## Leben
William Parker Cutler wurde 1812 als Sohn des US-Politikers Ephraim Cutler geboren. Sein Großvater Manasseh Cutler vertrat Massachusetts im US-Repräsentantenhaus. 1829 schrieb sich Cutler an der Ohio University in Athens ein. Eine Erkrankung zwang ihn jedoch zur Aufgabe des Studiums und er arbeitete dann auf dem elterlichen Bauernhof.
1840 half Cutler William Henry Harrison bei dessen Präsidentschaftswahlkampf für die United States Whig Party und wurde 1842 für das Repräsentantenhaus von Ohio nominiert, verlor die Wahl allerdings gegen George M. Woodbridge. Auch 1844 wurde er nominiert und in das Abgeordnetenhaus gewählt. 1845 wurde er erneut gewählt und auch 1846. Im selben Jahr wurde er von einem Caucus seiner Partei auch zum Speaker of the House gewählt.
1848 sollte Cutler zur Wahl zum Gouverneur von Ohio antreten, doch die Whig Party entschied sich, Seabury Ford zu unterstützen, welcher die Wahlen später auch gewann. Im gleichen Jahr kandidierte Cutler bei den Wahlen zum Kongress, verlor allerdings gegen den Demokraten William A. Whittlesey. 1849 wurde Cutler für das Washington County in die verfassungsgebende Versammlung gewählt, die die Verfassung von Ohio 1850 reformieren sollte.
Cutler wurde Anfang der 1860er Jahre als Kandidat der Republikaner in den 37. Kongress der Vereinigten Staaten (1861–1863) gewählt, konnte sich bei der Wiederwahl im Jahr 1862 allerdings nicht durchsetzen.
Cutler war seit 1849 verheiratet und hatte eine Tochter. Drei Söhne und zwei Töchter des Paares waren schon in der frühen Kindheit verstorben.